# كريستيان يانكوفسكي
كريستيان يانكوفسكي (بالألمانية: Christian Jankowski)‏ هو فنان ألماني، ولد في 1968 في غوتينغن في ألمانيا.

## وصلات خارجية
- كريستيان يانكوفسكي على موقع مونزينجر (الألمانية)
- كريستيان يانكوفسكي على موقع ديسكوغز (الإنجليزية)